# Halichondria tenuispiculata
Halichondria tenuispiculata är en svampdjursart som beskrevs av Brøndsted 1916. Halichondria tenuispiculata ingår i släktet Halichondria och familjen Halichondriidae.
Artens utbredningsområde är Grönland. Inga underarter finns listade i Catalogue of Life.